# 達科·約爾吉奇
達科·約爾吉奇（Darko Jorgić，1998年7月30日—）是一名斯洛文尼亞男子乒乓球運動員。曾奪得2022年歐洲桌球錦標賽男子單打銀牌，也在團體拿到銅牌，他也代表斯洛文尼亞參加2020年東京奧運會，在男子單打16強賽中擊敗張本智和晉級。